# Tillamook (taal)
Tillamook of Hutyéyu is een uitgestorven Salishtaal die gesproken werd door de Tillamook en de aan hen verwante Siletz in het noordwesten van de Amerikaanse staat Oregon. De laatste persoon die de taal vloeiend sprak, is waarschijnlijk rond 1970 overleden. Tussen 1965 en 1972 heeft een groep onderzoekers van de Universiteit van Hawaï de laatste sprekers van het Tillamook geïnterviewd en een 120 pagina's tellend woordenboek samengesteld.

## Klankleer

### Klinkers
|          | Voor | Achter |
| -------- | ---- | ------ |
| Gesloten | [i]  | [ə]    |
| Open     | [æ]  | [ɑ]    |

### Medeklinkers
|                     | Alveolaar | Alveolaar | Postalveolaar / palataal | Velaar       | Velaar | Uvulaar       | Uvulaar | Glottaal |
| Centraal            | Lateraal  |           | Postalveolaar / palataal | labio-velaar |        | labio-uvulaar |         | Glottaal |
| ------------------- | --------- | --------- | ------------------------ | ------------ | ------ | ------------- | ------- | -------- |
| Plosief             | [t]       |           |                          | [k]          | [kʷ]   | [q]           | [qʷ]    | [ʔ]      |
| Ejectief            | [tʼ]      |           |                          | [kʼ]         | [kʷʼ]  | [qʼ]          | [qʷʼ]   | [ʔ]      |
| Affricaat           | [t͡s]      |           | [t͡ʃ]                     |              |        |               |         |          |
| Ejectieve affricaat | [t͡sʼ]     | [t͡ɬʼ]     | [t͡ʃʼ]                    |              |        |               |         |          |
| Fricatief           | [s]       | [ɬ]       | [ʃ]                      | [x]          | [xʷ]   | [χ]           | [χʷ]    | [h]      |
| Nasaal              | [n]       |           |                          |              |        |               |         |          |
| Approximant         |           | [l]       | [j]                      |              | [w]    |               |         |          |